# Уинстон Уильямс, Станислав
Станислав Уинстон Уильямс (англ. Stanislas Winston Williams, род. 13 ноября 1970, Шуазёль) — сентлюсийский шоссейный велогонщик.

## Карьера
Многократный призёр чемпионат Сент-Люсии в групповой и индивидуальной гонках.
В 2007 году принял участие на чемпионате мира по шоссейному велоспорту в категории U19.
В 2011 году принял участие в Панамериканских играх.
В 2013 году принял участи в чемпионате Панамерики.
В рамках Американского тура UCI стартовал на Классики Тобаго. Участвовал в Туре Мартиники.

## Достижения
2008
2-й на Чемпионат Сент-Люсии — групповая гонка
2009
2-й на Чемпионат Сент-Люсии — индивидуальная гонка
3-й на Чемпионат Сент-Люсии — групповая гонка
2010
2-й на Чемпионат Сент-Люсии — индивидуальная гонка
2011
2-й на Чемпионат Сент-Люсии — индивидуальная гонка
2012
3-й на Чемпионат Сент-Люсии — групповая гонка
2015
2-й на Чемпионат Сент-Люсии — групповая гонка
2016
3-й на Чемпионат Сент-Люсии — групповая гонка
2012
2-й на Чемпионат Сент-Люсии — групповая гонка